# Юрко Зелений
Юрко Зелений (справжнє ім'я Руслан Володимирович Юрченко; нар. 31 травня 1971, м. Чортків, Україна) — український журналіст, музикознавець, публіцист, громадський діяч.

## Життєпис
Юрко Зелений народився 31 травня 1971 року в місті Чорткові Тернопільської области.
Закінчив Тернопільський технікум радіоелектроного приладобудування (1990), Тернопільську академію народного господарства (1997). Працював у цукровиробній галузі Тернопільської области. Заснував музичну крамницю «Сто пудів» (м. Тернопіль). 1989—1995 — член товариства «Вертеп». 1991—1994 — в УНСО, квітень-липень 1992 — учасник бойових дій у Придністров'ї. Від 2001 — в Києві: упорядник українських музичних новин ФДР «Радіоцентр», музичний редактор програми «Галопом по Європі».
Речник фестивалю «Країна Мрій» та гурту «Воплі Відоплясова» Олега Скрипки (від 2008). 
Автор низки телесюжетів, радіопередач, публікацій у пресі. Головний упорядник і ведучий документального кіно-посібника «Замки Тернопільщини: історія, яку втрачаємо».
Член журі літературного конкурсу «Коронація слова».